# Freihof
Ein Freihof (lat. curia) war im Mittelalter und in der frühen Neuzeit ein gerichtsunabhängiger Hof.
In den deutschen Landen war ein Freihof (oder Freihaus) ein Hof innerhalb einer Stadt, der einem Adligen oder Geistlichen gehörte und von den Steuern und anderen bürgerlichen Pflichten (Wachdienst usw.) befreit war. Seit dem 15. Jahrhundert achteten die Räte der Städte verstärkt darauf, dass bei Verkauf solcher Höfe die Käufer sich verpflichteten, alle Lasten, die auf anderen Häusern lagen, ebenfalls zu tragen und das Grundstück nur an einen Bürger weiterzuverkaufen. 
In der Habsburgermonarchie war für städtisches freies Eigen der Ausdruck Freihaus üblich, während mit Freihof Guts-, Wirtschafts-, Meier- oder (Wein-)Lesehöfe im ländlichen Raum bezeichnet wurden, die – wie Burgen und Schlösser – direkt dem Landesfürsten unterstellt und von lokalen Abgaben befreit waren (andere Bezeichnung: Dominikalgut). Viele waren ehemals Rittersitze. Freihöfe unterlagen auch nicht der (dörflichen) niederen Gerichtsbarkeit, sondern jener des – oft fern dem Freihof residierenden – Grundherrn. Sie waren im landesfürstlichen Gültbuch (später: Landtafel) verzeichnet, die letzten wurden erst in den 1980ern ins örtliche Grundbuch übernommen. War der Eigentümer adlig, so war er Mitglied des Landstandes und hatte bis 1848 Anspruch auf einen Sitz im Landtag.
Heute wird der Begriff Freihof auch von Befürwortern des Konzepts der Landwirtschaftsgemeinschaftshöfe als Synonym für solche Höfe verwendet.

## Beispiele
- Vitzthum von Eckstedtscher Freihof, Quedlinburg, Sachsen-Anhalt
- Wolnrabescher Freihof, Quedlinburg, Sachsen-Anhalt
- Fleischhof, Quedlinburg, Sachsen-Anhalt
- Freihof (Wiesloch), Wiesloch, Baden-Württemberg